# Canal Institucional
Canal Institucional es un canal de televisión abierta pública colombiano lanzado el 2 de febrero de 2004 en reemplazo de Canal A.

## Historia
El canal fue lanzado el 2 de febrero de 2004, bajo el nombre de «Señal Colombia Institucional», en reemplazo del Canal A. Como medida a la crisis de la televisión pública ese año, el canal nace bajo control de Inravisión y operado por la programadora Audiovisuales. Sin embargo, el 28 de octubre de ese año, tras la disolución de Inravisión y de Audiovisuales por parte del gobierno nacional, el canal es operado desde entonces por la RTVC Sistema de Medios Públicos.
A mediados de 2004 cambió su nombre de «Institucional» a «Señal Institucional» en semejanza con el canal «Señal Colombia», aunque en 2009 volvió a su antigua denominación. Sin embargo, desde 2013 vuelve a llamarse «Señal Institucional».
El 20 de julio de 2015, durante la celebración de las Fiestas Patrias, el canal llegó a llamarse «Canal Institucional» de manera temporal y adopta el paquete gráfico usado por la estación en 2011.
A comienzos de 2017 y desde agosto de 2018, cambió su nombre oficial a «CITV Canal Institucional».
El 9 de enero de 2018,  el canal vuelve a llamarse «Canal Institucional».

## Imagen corporativa de Canal Institucional
| Período                                                   | Características |
| --------------------------------------------------------- | --- |
| 2004–2008                                                 | El primer logotipo simbolizaba un cóndor con los colores de la bandera de Colombia, y debajo se situaba la palabra «Institucional» de blanco, y aún más abajo, el texto «Señal Colombia» en fuente menor. En 2005, este último texto fue retirado del logotipo.                                                                                             |
| 2008–2011                                                 | Consistía en cuatro pétalos: azul, rojo, amarillo y gris, que formaban un recuadro. Debajo, aparece el texto «Señal Institucional», aunque a veces se situaba a la derecha de la imagen. En 2009, se modifica el logotipo para que solamente aparezca la palabra «institucional» en itálicas.                                                               |
| 2011–2013                                                 | Similar al anterior, con un cambio de ángulo y la palabra «institucional» debajo del texto con una fuente distinta. |
| 2013–2015                                                 | Tras la unificación de los servicios relacionados con Señal Colombia por parte de RTVC, el canal vuelve a llamarse «Señal Institucional». Se usa el mismo logotipo empleado para Señal Colombia, con el texto «Señal Institucional» a la izquierda. La primera y última letras de la palabra «institucional» se modifican para imitar la forma de la pleca. |
| 2015–2017                                                 | RTVC restaura las antiguas denominaciones a todos sus servicios mediáticos, por lo que el canal cambia de denominación a «Canal Institucional». El logotipo es ligeramente modificado, y el nombre del canal pasa a estar al lado izquierdo en vez del derecho.                                                                                             |
| Abril de 2017-Enero de 2018; Agosto de 2018-Julio de 2025 | Consiste en la estilización de las siglas del canal, «CITV». La «C» y la «I» son redondeadas en ángulos curvos opuestos y unificadas, mientras que el punto diacrítico de la «I» es el logotipo precolombino usado también en Señal Colombia, al lado de las letras «TV».                                                                                   |
| Enero-agosto de 2018                                      | Estilización de la sigla del canal, «CI». La «C» y la «I» son redondeadas en ángulos curvos opuestos y unificadas, mientras que el punto diacrítico de la «I» es el logotipo precolombino usado también en Señal Colombia y la palabra «Canal Institucional».                                                                                               |

## Programación
Canal Institucional emite los programas de las entidades gubernamentales que anteriormente lo emitían por Señal Colombia. Además de emitir los programas de las entidades gubernamentales, también se emiten documentales, programas especiales y transmisiones especiales.
Desde el 2004, se emiten los programas de la Voz de América como: El mundo al día.
Desde el 2007 hasta el 2021, las sesiones del Congreso de la República se transmitían por este mismo canal en coproducción y en simultáneo con Canal Congreso.
Desde el 2017, se emite programas de DW Español de la Deutsche Welle de Alemania.
Desde mayo de ese mismo año, se emite el programa de Las aventuras del profesor Yarumo de la Federación Nacional de Cafeteros de Colombia que anteriormente lo emitían; primero por el Canal A (1992–1997) y por último por el Canal Uno (1998–2017).

## Directores
- Lina Moreno (desde 2019)